# Fengon Mini EV
Fengon Mini EV – elektryczny mikrosamochód produkowany pod chińską marką Fengon od 2023 roku.

## Historia i opis modelu

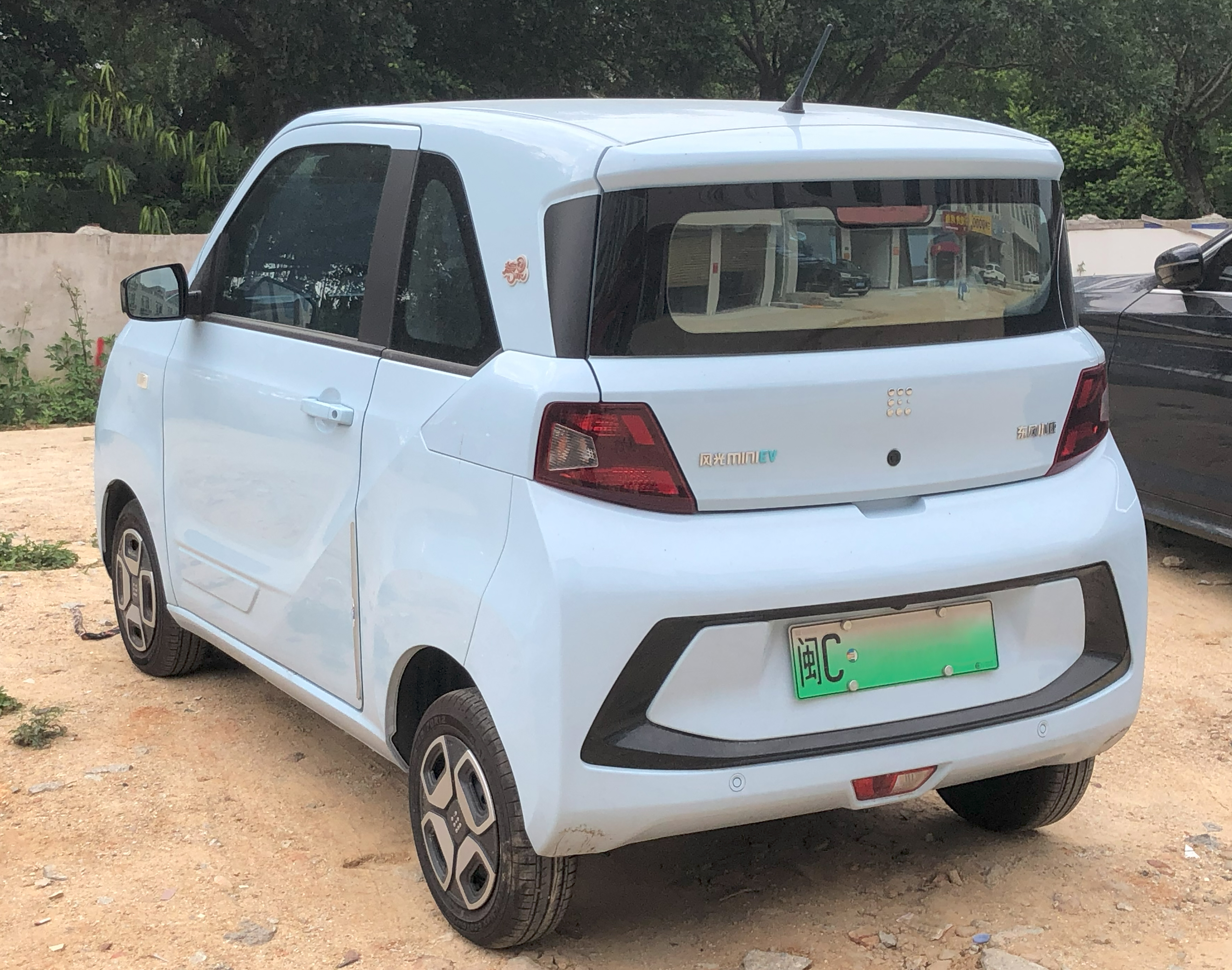
Fengon Mini EV - tył

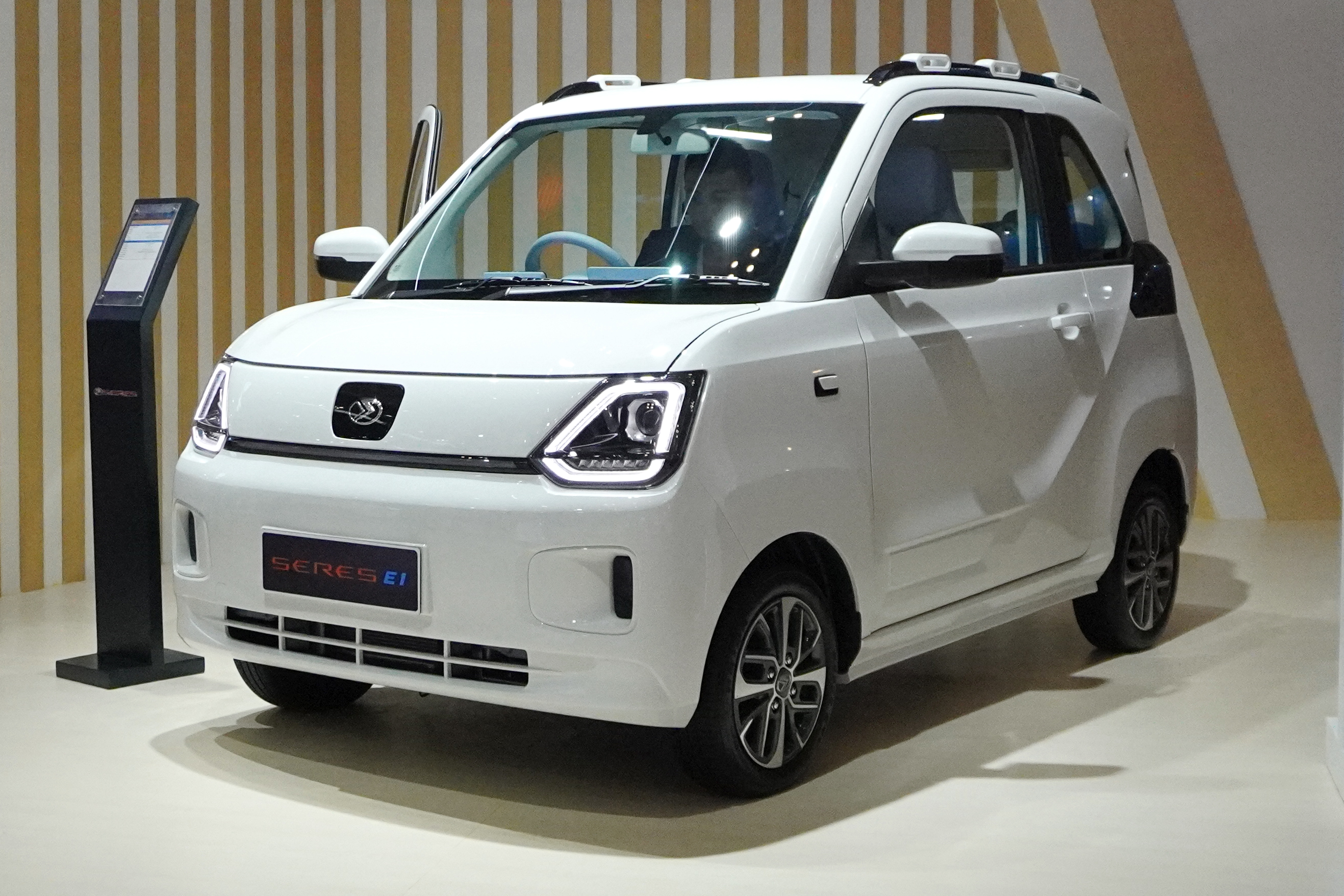
indonezyjski Seres E1

We wrześniu 2021 przedstawiono pierwsze informacje na temat planowanej odpowiedzi chińskiego DFSK na cieszące się wówczas dużą popularnością na wewnętrznym rynku elektrycznych mikrosamochodów jak Wuling Hongguang Mini EV. Pierwotnie pojazd miał otrzymać nazwę Dongfeng Fengon Candy, jednak w międzyczasie Dongfeng Motor wycofał się z joint-venture Sokon Group, a marka Dongfeng Fengon została przemianowana na po prostu Fengon. Nosząc już jej logo, w styczniu 2022 oficjalnie zadebiutował Fengon Mini EV w postaci kanciastego, 3-drzwiowego hatchbacka z charakterystycznymi proporcjami w postaci wąskiego nadwozia, niewielkich kół i wysoko osadzonych lamp.
Kabina pasażerska utrzymana została w surowej, dwubarwnej aranżacji z dwuramiennym kołem kierownicy oraz oszczędnie zaaranżowanym kokpitem z wysoko osadzonymi nawiewami, półką na przedmioty, fizycznymi pokrętłami klimatyzacji oraz dotykowym ekranem LCD systemu multimedialnego o przekątnej 9 cali. Przed kierowcą zastosowano 7-calowy ekran cyfrowych wskaźników przedstawiający m.in. widok z kamery cofania.

### Sprzedaż
Początkowo Fengon Mini EV trafił w pierwszym kwartale 2022 roku do sprzedaży na rodzimym rynku chińskim w trzech wariantach napędowych. W maju 2023 samochód trafił do sprzedaży na pierwszym ryku zagranicznym poza Chinami, uruchamiając dystrybucję pod siostrzaną marką Seres jako Seres E1 w Indonezji.

### Dane techniczne
Fengon Mini EV jest samochodem w pełni elektrycznym powstałym z myślą o warunkach miejskich. Mikrosamochód napędza silnik o mocy 34 KM i 100 Nm maksymalnego momentu obrotowego, rozpędzając się maksymalnie do 100 km/h. Bateria o pojemności 13,8 kWh pozwala na przejechanie na jednym ładowaniu do ok. 180 kilometrów według chińskiego cyklu pomiarowego NEDC.